# Ignacio de Rivera Buxareu
Ignacio de Rivera Buxareu, (Barcelona, 17 de gener de 1933 - 28 de març de 2020) va ser un arquitecte català.
Va estudiar a l'Escola Tècnica Superior d'Arquitectura de Barcelona obtenint el títol el 1958 i el doctorat el 1975. Compaginà la seva tasca d'arquitecte amb la docència essent professor encarregat de l'assignatura Anàlisis de Formes des de l'octubre del 1964. Des del setembre del 1975 fins al 2003 fou professor titular del Departament d'Expressió Gràfica Arquitectònica de l'Escola Tècnica Superior d'Arquitectura de Barcelona. Pel que fa a l'arquitectura, va realitzar habitatges uni i plurifamiliars, residències, hotels, col·legis, instal·lacions comercials i esportives, oficines, etc. També va treballar en els camps de l'interiorisme, la decoració i el disseny. Algunes de les seves obres més importants són les oficines i magatzems de l'empresa Ina Rodaments premiada amb el Fad d'interiorisme i decoració del 1961 al millor establiment comercial o els trampolins de salts d'esquí PK 20, 45 i 75 m al Club d'Esquí Supermolina. Entre els seus dissenys cal destacar la cadira (1962), dissenyada en col·laboració amb Ramon Marinel·lo.